# 필립 르포르

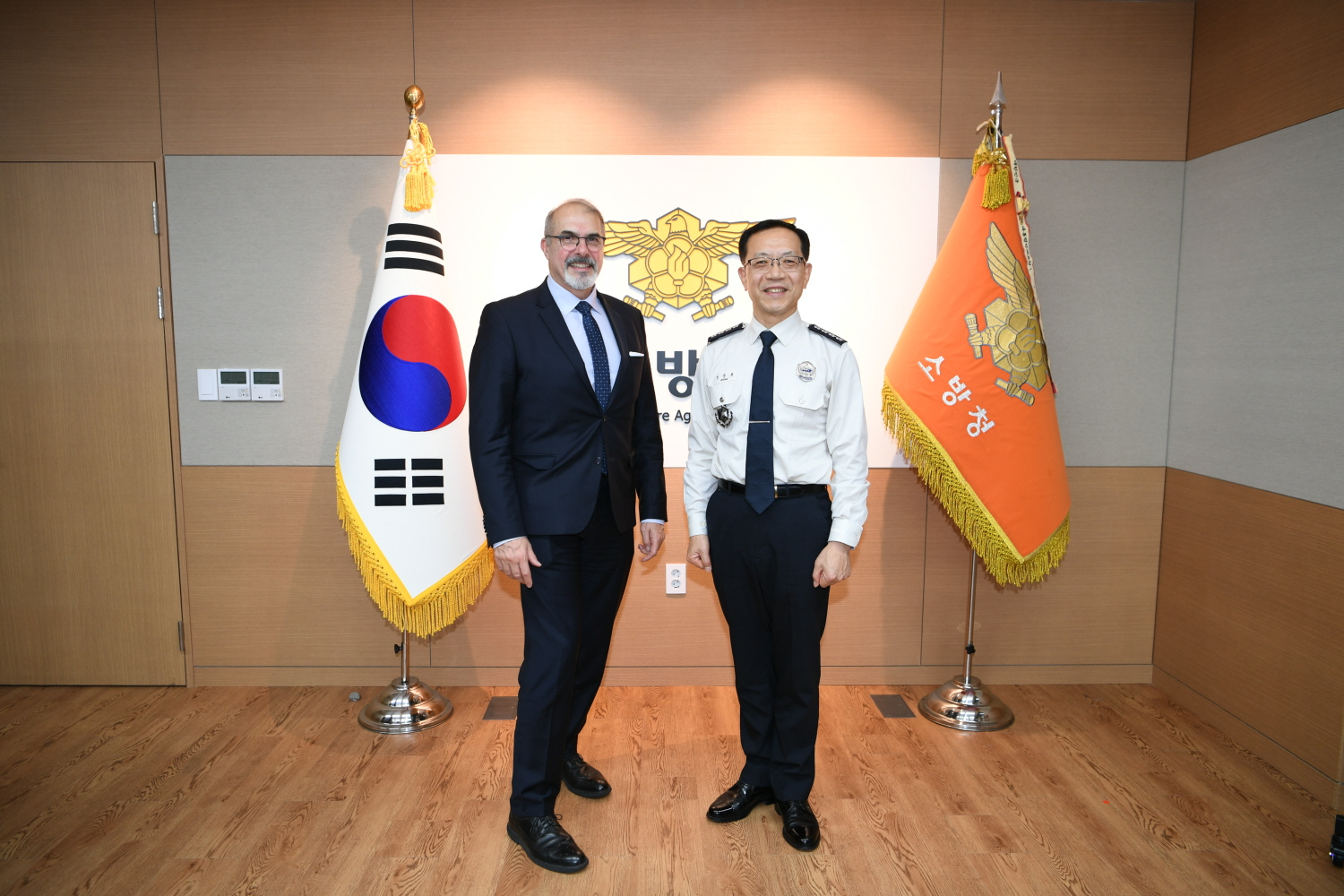
2019년 소방청 방문 (청장 정문호)

필립 르포르(프랑스어: Philippe Lefort, 1956년 11월 30일 ~ )는 프랑스의 외교관이다.

## 생애
그는 생-클루(Saint-Cloud) 고등사범학교 졸업하였으며 문학 교사 자격을 취득하였다. 문학 교사로 근무중 프랑스 국립행정대학원에 입학하여 1987년 졸업하였다. 유럽연합 외교부 정보체계국 국장, 주한 프랑스 대사를 역임하였다.

## 경력
- 1977-1984년 중등교육공무원 문학 교사
- 1985-1987년 국립행정대학원
- 1987-1991년 주 러시아 2등 및 1등 서기관
- 1991년 국무총리실 파견
- 1991-1993년 국방사무처 파견
- 1993-1997년 주일 1등 서기관
- 1997-2000년 주미 2등 참사관
- 2000-2004년 외교부 인사국 교육•법률•복지•외무고시 담당 과장
- 2004-2007년 주 조지아 특명전권대사
- 2007-2010년 주러시아 수석참사관
- 2010-2011년 유럽내륙국 국장
- 2011-2014년 유럽 대외관계청(EEAS) 파견 남코카서스•조지아사태 EU 특별대표
- 2014-2015년 재외동포•영사행정 특별담당관
- 2015-2019년 유럽외교부 정보체계국 국장

## 학력
- 생-클루(Saint-Cloud) 고등사범학교 졸업, 문학 국가교사 자격 취득
- 언어학 준박사학위 (Diplôme d’études approfondies) 취득
- 1987년 국립행정대학원 졸업 (기수명 « Fernand Braudel »)